# Distrikt Sinsicap
Der Distrikt Sinsicap liegt in der Provinz Otuzco in der Region La Libertad im Westen von Peru. Der Distrikt wurde am 25. April 1861 gegründet. Er besitzt eine Fläche von 453 km². Beim Zensus 2017 wurden 7550 Einwohner gezählt. Im Jahr 1993 lag die Einwohnerzahl bei 7634, im Jahr 2007 bei 8271. Die Distriktverwaltung befindet sich in der 2284 m hoch gelegenen Ortschaft Sinsicap mit 353 Einwohnern (Stand 2017). Sinsicap liegt knapp 22 km westnordwestlich der Provinzhauptstadt Otuzco.

## Geographische Lage
Der Distrikt Sinsicap liegt im äußersten Nordwesten der Provinz Otuzco. Der nördliche Distriktteil liegt im Einzugsgebiet des Río Chicama, der südliche in dem des Río Moche.
Der Distrikt Sinsicap grenzt im Südwesten an den Distrikt Simbal (Provinz Trujillo), im Westen und Nordwesten an den Distrikt Chicama (Provinz Ascope), im Nordosten an den Distrikt Marmot (Provinz Gran Chimú), im Südosten an den Distrikt Otuzco (Provinz Otuzco) sowie im Süden an die Distrikte La Cuesta und Paranday.

## Ortschaften
Größere Orte (centros poblado) im Distrikt neben dem Hauptort sind:
- Llaguén (789 Einwohner)
- San Ignacio (1975 Einwohner)